# Nimrin
Nimrin (arab. نمرين) – nieistniejąca już arabska wieś, która była położona w Dystrykcie Tyberiady w Mandacie Palestyny. Wieś została wyludniona i zniszczona podczas I wojny izraelsko-arabskiej, po ataku Sił Obronnych Izraela w dniu 17 lipca 1948.

## Położenie
Nimrin leżała na wzgórzu w Dolnej Galilei, w odległości około 10 kilometrów na północny zachód od miasta Tyberiada. Według danych z 1945 do wsi należały ziemie o powierzchni 12 019 ha. We wsi mieszkało wówczas 320 osób.
| własność gruntów | powierzchnia gruntów (hektary) |
| ---------------- | ------------------------------ |
| Arabowie         | 8 306                          |
| Żydzi            | 3 224                          |
| publiczne        | 489                            |
| Razem            | 12 019                         |

| Rodzaj użytkowanych gruntów | Arabowie (hektary) | Żydzi (hektary) |
| --------------------------- | ------------------ | --------------- |
| uprawy oliwek               | 350                | 0               |
| uprawy nawadniane           | 335                | 0               |
| uprawy zbóż                 | 7 905              | 3 224           |
| nieużytki                   | 491                | 0               |
| zabudowane                  | 64                 | 0               |

## Historia
W 1596 we wsi żyło 110 mieszkańców, którzy płacili podatki z upraw pszenicy, jęczmienia, oliwek, oraz hodowli kóz i uli.
W okresie panowania Brytyjczyków Nimrin była małą wsią.
Podczas I wojny izraelsko-arabskiej w trakcie operacji Dekel w nocy z 16 na 17 lipca 1948 wieś Nimrin zajęły siły izraelskie. Wysiedlono wówczas jej mieszkańców, a wszystkie domy wyburzono.

## Miejsce obecnie
Tereny wioski Nimrin zajmuje baza wojskowa Sił Obronnych Izraela, w której mieszczą się magazyny amunicji i broni.
Palestyński historyk Walid Chalidi, tak opisał pozostałości wioski Nimrin: „Miejsce wioski i znaczna część okolicznych terenów jest otoczona ogrodzeniem”.